# İstanbul Futbol Ligi 1933/34
Die İstanbul Futbol Ligi 1933/34 war die 20. ausgetragene Saison der İstanbul Futbol Ligi. Meister wurde zum zweiten Mal Beşiktaş Istanbul.

## Abschlusstabelle
Punktesystem
Sieg: 3 Punkte, Unentschieden: 2 Punkte, Niederlage: ein Punkt
| Pl. | Verein               | Sp. | S | U | N  | Tore    | Diff. | Punkte |
| --- | -------------------- | --- | - | - | -- | ------- | ----- | ------ |
| 1.  | Beşiktaş Istanbul    | 12  | 8 | 3 | 1  | 029:160 | +13   | 31     |
| 2.  | Fenerbahçe Istanbul  | 12  | 8 | 2 | 2  | 028:800 | +20   | 30     |
| 3.  | Galatasaray Istanbul | 12  | 6 | 3 | 3  | 021:140 | +7    | 27     |
| 4.  | İstanbulspor         | 12  | 5 | 1 | 6  | 021:170 | +4    | 22     |
| 5.  | Vefa Istanbul        | 12  | 5 | 0 | 7  | 016:240 | −8    | 22     |
| 6.  | Beykozspor           | 12  | 3 | 3 | 6  | 017:260 | −9    | 21     |
| 7.  | Süleymaniye          | 12  | 0 | 2 | 10 | 010:370 | −27   | 12     |

## Kreuztabelle
Die Kreuztabelle stellt die Ergebnisse aller Spiele dieser Saison dar. Die Heimmannschaft ist in der linken Spalte, die Gastmannschaft in der oberen Zeile aufgelistet.
| 1933/34              | Beşiktaş Istanbul | Fenerbahçe Istanbul | Galatasaray Istanbul | İstanbulspor | Vefa Istanbul | Beykozspor | SUM |
| -------------------- | ----------------- | ------------------- | -------------------- | ------------ | ------------- | ---------- | --- |
| Beşiktaş Istanbul    |                   | 3:2                 | 2:2                  | 2:1          | 5:1           | 3:3        | 4:0 |
| Fenerbahçe Istanbul  | 0:1               |                     | 1:0                  | 3:0          | 3:2           | 1:0        | 8:0 |
| Galatasaray Istanbul | 2:2               | 0:0                 |                      | 3:0          | 3:2           | 2:1        | 3:1 |
| İstanbulspor         | 1:2               | 0:1                 | 2:0                  |              | 1:2           | 7:0        | 3:1 |
| Vefa Istanbul        | 2:1               | 0:4                 | 1:2                  | 0:1          |               | 2:0        | 1:0 |
| Beykozspor           | 1:2               | 1:1                 | 2:1                  | 1:3          | 3:1           |            | 2:2 |
| Süleymaniye          | 1:2               | 1:4                 | 0:3                  | 2:2          | 1:2           | 1:3        |     |

## Die Meistermannschaft von Beşiktaş Istanbul
| 1. | Beşiktaş Istanbul |
|    | - Tor: Mehmet Ali Tanman (10/–); Sadri Usuoğlu (2/–) - Abwehr: Hüsnü Savman (12/–); Adnan (12/–); Feyzi Uman (11/–); Saim Bosut (1/–) - Mittelfeld: Nuri Sangar (12/1); Faruk Bilginoğlu (7/–); Ali Polat (6/–); Kadri Bey (2/–); Fahri Adanır (2/–) - Angriff: Şeref Görkey (12/5); Hakkı Yeten (12/10); Eşref Bilgiç (12/2); Hayati Ozgan (11/4); Nazım Öner (6/5); Muzaffer Erbek (1/–); Cahit (1/–) - Trainer: Imre Zinger ( Ungarn) |